# Movimiento Regeneración Nacional
Das Movimiento Regeneración Nacional (span. für Bewegung Nationaler Erneuerung), allgemein bekannt als MORENA, ist eine 2011 gegründete populistische und linke Partei in Mexiko. Seit 2018 ist sie die Regierungspartei und seit 2023 mit über 2,3 Mio. Mitgliedern die größte politische Partei des Landes.

## Geschichte
MORENA wurde 2011 zunächst als Nichtregierungsorganisation gegründet und erhielt 2014 von der mexikanischen Wahlbehörde (INE) ihre offizielle Zulassung als politische Partei. Parteigründer war der Politiker Andrés Manuel López Obrador, der nach der gescheiterten Kandidatur bei den Präsidentschaftswahlen 2012 seine Partei PRD verließ.
Gemeinsam mit den Kleinparteien  Partido del Trabajo (PT) und der Partido Encuentro Social (PES) bildete MORENA für die Wahlen 2018 die Koalition „Zusammen schreiben wir Geschichte“ (Juntos Haremos Historia). Die Wahlen führten zu einem politischen Umbruch und Präsidentschaftskandidat López Obrador gewann die Wahlen bereits im ersten Durchgang mit 53,2 % der Stimmen. Mit der Wahl ging auch eine seit fast hundert Jahren andauernde Dominanz der beiden bisher größten Parteien Mexikos, der Partido Revolucionario Institucional (PRI) und der Partido Acción Nacional (PAN), zu Ende. Die Wahlallianz gewann 53 Sitze im Senat, 40 davon für MORENA, 8 für die PES und 5 für die PT. Im Abgeordnetenhaus waren es 210 Sitze, davon 97 für MORENA, 57 für die PT und 56 für die PES.
López Obrador trat sein Amt als Präsident von Mexiko am 1. Dezember 2018 mit seinem Kabinett an. Seit 2020 ist Mario Martín Delgado Vorsitzender von Morena. Bei der Präsidentschaftswahl 2024 setzte sich mit Claudia Sheinbaum erneut die Kandidatin von Morena durch. Sheinbaum wurde als erste Frau Präsidentin des Landes.

## Politische Einordnung
Die Partei wird als sozialdemokratisch bzw. dem linken Spektrum zugehörig eingeordnet. Sie besetzt die politischen Themenfelder Demokratisierung, Chancengleichheit, Antikorruption und (Links-)Nationalismus.